# 二階堂裕太
二階堂 裕太（にかいどう ゆうた、1990年6月12日 - ）は、日本にあるZIP-FMのAD、ミュージック・ナビゲーター。
アカペラサークル所属時代のニックネームはドゥーくん。

## 略歴
- 2007年第14回ZIP-FMミュージック・ナビゲーター・コンテストで、史上最年少でグランプリを受賞。
- 2008年10月22日に六本木ヒルズアリーナにて行われた【映画「ラブファイト」公開記念イベントfeat.ファンキーモンキーベイビーズ】という、第21回東京国際映画祭のイベントでMCを担当。
- 2010年時点では愛知淑徳大学に通学している傍ら、ZIP-FM内で番組制作ADをしていた。

## 過去の出演
ラジオ（すべてZIP-FM）
- ZIP-FM MUSIC NAVIGATOR CONTEST SPECIAL SHOW （2008年）
- R18-Radio Eighteen-（2008年4月-2009年3月、月曜 22:10 - 22:15内のR's VOICE）
- 映画「火天の城」特別試写会スポットCM（2009年）
- 映画「笑う警官」特別試写会スポットCM（2009年）
- 映画「今度は愛妻家」特別試写会スポットCM（2009年）
- 映画「君が踊る夏」特別試写会スポットCM（2010年）

舞台
- イビトの乾パン – ナターシャ役（2016年）
- チキュリア – ゴディ王役（2017年）
- クオンの問いかけ – 壱将軍役（2017年、2019年）
- 人生シンギュラリティ – リーマン役（2018年、2019年）

イベントMC
- 名古屋アカペラサークルJP-actクリスマスイブイブライブ2007（2007年）
- PLASTIC LOVEサロンライブ（2008年、ZIP-FMサロン）
- 映画「ラブファイト」高校生限定・試写会＆宣伝会議（2008年、NAGOYA試写室）
- でら楽しい 駅東 ONE DAY フェスタ（2008年、岩倉駅ロータリー）
- 名古屋アカペラサークルJP-act　オータムライブ2008『The First Letter』（2008年、MUJICA）
- 東京国際映画祭（2008年、六本木ヒルズアリーナ）
- 映画「ホームレス中学生」試写会(2008年、NAGOYA試写室)
- 映画「ラブファイト」舞台挨拶（2008年、名古屋ピカデリー）
- 映画「少年メリケンサック」学生限定完成披露試写会（2008年、愛知県勤労会館）
- 西野名菜ZIP-FMサロンライブ前説（2009年、ZIP-FMサロン）
- 名古屋アカペラサークルJP-act アスナル金山LIVE（2009年、アスナル金山）
- 名古屋アカペラサークルJP-act スプリングライブ～みんなでアカペラコンテスト～2009（2009年、名古屋大学)
- Dynamo主催「Live EX～真夏の千人祭～」（2009年、服部緑地野外音楽堂）
- ZIP-FM CINEMA NIGHT「火天の城」特別試写会(2009、MOVIX三好)
- SonicFestivalVol.1（2009年、鶴舞DAYTRIP）
- HL杯争奪!!オトダマGP 新人王決定戦!! 2009（2009年、名古屋HeartLandSTUDIO）
- 暖-dan-主催「一家暖楽LIVE」（2009年、Live DOXY）
- 日本の響き大地の舞2009（2009年、港湾会館）
- ユースフェスティバル（2010年、ナディアパーク、東文化小劇場他）
- 名古屋アカペラサークルJP-act オアシス21ライブ（2010年、オアシス21）
- アンコール小児病院チャリティ講演（2010年、なごやボランティアNPOセンター）
- Avant-garde(演パクト)解散ライブ（2010年、北文化小劇場）
- 中部フェアトレード学生ネットワーク団体３２８一周年イベント 「バースデー」（2010年、JICAなごや地球ひろば）
- チューリップ祭り（2010年、名城公園）
- HL杯争奪!!オトダマGP 新人王決定戦!! 2010（2010年、名古屋HeartLandSTUDIO）
- 名城大学　世界民族音楽研究会 RIDE ON'10～真夏のジパング～（2010年、ダイアモンドホール）
- 大曽根商店街七夕まつり（2010年、大曽根商店街）
- 学生団体SPOT主催「PiKA PiKA NiGHT」（2010年、CLUB SARU）
- SAGIRI TSUZUKI JAZZ DANCE ACADEMY 第２回総合発表会（2010年、西文化小劇場）
- 中川生涯学習センターまつり（2010年、中川生涯学習センター）
- ボーダレス((♥))祭 あいうえオノマトペ（2010年、アスナル金山アスナルホールステージ）
- SAKAE SOUND STREET（2010年、栄広場）
- 名古屋アカペラサークルJP-act10周年記念ライブ「JOYFUL PARTY」（2011年、今池THE BOTTOM LINE）
- なやばし夜イチ（2011年、名古屋市 納屋橋）
- YOU PEACEチャリティライブ in 栄広場（2011年、栄広場）
- 名城大学　世界民族音楽研究会 RIDE ON'11～東アジアの桃源郷～（2011年、ダイアモンドホール）
- 福島っ子サマーキャンプ「話和輪祭り大交流会」（2011年、至学館大学）
- おもてなし国際協議会グローカルフェスタ「もっと知りたい台湾」（2018年、いちょうホール）
- おもてなし国際協議会グローカルフェスタ「日台青年交流サミット」（2018年、北野市民センター）
- おもてなし国際協議会グローカルフェスタ「近くて遠い国　愛と平和」（2019年、北野市民センター）
- Auniversity Festival in福島（2019年、Jヴィレッジ）
- Kizuna that reach to the future（2019年、HIT PARADE）
- 船橋市立船橋高等学校 ギネス世界記録挑戦（2022年、船橋市立船橋高等学校）
- スイーツビュッフェ＆コスプレショー in ホテルニューオータニ長岡（2023年、ホテルニューオータニ長岡）
- みんなで変身しよう!vol.2（2024年、アオーレ長岡）
- スイーツビュッフェ＆コスプレショー in ホテルニューオータニ長岡（2024年、ホテルニューオータニ長岡）

講師
- 体験教室「めざせ！あなたも声優教室 入門編」講師（2009年、北名古屋市文化勤労会館）

インターネットラジオ
- Rising JAPAN！（2015年1月-2016年1月、インターネットラジオRGO Radio）

| スタブアイコン | サブスタブ | この項目は、まだ閲覧者の調べものの参照としては役立たない、人物に関連した書きかけの項目です。この項目を加筆・訂正などしてくださる協力者を求めています（P:人物伝/PJ:人物伝）。 |